# Aloysia Weber
Louise Maria Aloysia Antonia Weber, zam. Lange (ur. około 1760 w Zell im Wiesental, zm. 8 czerwca 1839 w Salzburgu) – niemiecka śpiewaczka operowa, sopran.

## Życiorys
Córka śpiewaka Fridolina Webera oraz siostra śpiewaczek Josephy i Konstancji. Była uczennicą Georga Josepha Voglera w Mannheimie. Na scenie zadebiutowała w 1778 roku w Monachium rolą Parthenii w Alceście Antona Schweitzera. Następnie przeniosła się do Wiednia, gdzie występowała na niemieckiej (1779–1782) i włoskiej (1782–1792) scenie operowej. Była pierwszą wielką miłością W.A. Mozarta, którego poznała podczas studiów w Mannheimie. Mozart chwalił jej głos i grę na fortepianie w liście do ojca z 17 stycznia 1778 roku. Specjalnie dla niej skomponował 7 arii koncertowych, a także rolę Madame Herz w singspielu Der Schauspieldirektor. Weber wykonała rolę Donny Anny w wiedeńskiej premierze Don Giovanniego (1788).
W 1780 roku poślubiła aktora i śpiewaka Josepha Langego (1751–1831), porzuciła go jednak w 1795 roku.